# 殺手
殺手是指接受他人的請託而殺害特定對象，並獲得物質性報酬（通常是金錢）的人。以此為業的專業級殺手稱為「職業殺手」。
與刺客不同的是，刺客通常是指從事政治性暗殺的殺手，且不一定有僱主。在大多數具有司法體系的國家中，殺手都犯了謀殺罪，而聘雇殺手的委託人也觸犯了「教唆殺人罪」。此外，這類型的殺人合約是不具有法律效力的，也就是說如果委託人與殺手的任一方片面違約，另一方也不能循法律途徑提告與求償。廣義地說，死刑執行者（俗稱「劊子手」）也算是殺手的一種，但由於其行動背後受法律規範，故不構成犯罪。

## 杀手的形式
古代有杀手这一种职业，尤其是在战乱或政变时期，杀手行业非常之发达。而政府也成立专门的刺客部门，例如明朝的东厂和錦衣衛。現代有不少官方部門或一些組織都被猜測為殺手組織，如特務部門，但嚴格上即使是實情仍然只可以算是刺客而非殺手。
现时通常杀手是一种秘密职业，而且杀手不会向人透露自己的杀手身份。杀手通常以平常人身份混在社会群体中，而且只要他们没有行凶作案的行为，一般难以察觉。雇用杀手一般从地下渠道，多数杀手与黑社会有密切的关系，因此追查杀手的案件，通常从黑社会入手。

## 主要對象
殺手要殺害的對象是由委託人指定。不過有時候殺手也會和委託人討論要殺害的對象，並不是任何的請求都會被接受。若是進行殺害的風險很大，但沒有相同價值之報酬的情況下，委託案件可能不會被接受。
若對象是知名的政治家、財經人物，或是大企業的經營者，可能必須支付相當高額的費用、訂金來聘請殺手。參考館長陳之漢槍擊案
由於是專業的殺手，因此與沒有謀殺和武器使用經驗的委託人相比，殺手被發現的機率很低，而成功率則相對的高。委託人和殺手在交易完成後已經成為完全的共犯，沒有回頭或退出的辦法。

## 殺害方式
委託人有時會指定殺害的方式，若沒有指定則由殺手自行選擇判斷。殺手必須在不被他人察覺的情況下將對象殺害，不可以使用會讓委託人和殺手被人懷疑的方式。殺手一旦被警察逮捕，和委託人之間的聯繫關係也會曝光。因此殺手必須選擇一次就能殺害成功的方法。要是殺害失敗，可能會引起警察的注意，而對象本身也會提高警覺，第二次再殺害的困難度也大幅提高。
殺害方式是經過謹慎計畫的，並沒有特別容易成功的方式。不過一般為人所知的方式，是利用狙擊手從隱蔽處射擊將對象殺害。也有利用毒物的方式，不過殺手必須對藥理有所了解，並策劃以巧妙的方式讓被害對象服下或以其他方式接觸毒物。
為了避免警察的調查，許多殺手都會將被害對象的死因佈置成意外或自殺。而若是警察認為被害人死因不明，則可能會對遺體進行解剖，確認真正的死因，就有可能循線索查到作案方式甚至殺手本身。
現在的科學搜查方式已經十分進步，在許多案件中會使用心理側寫的方式推測犯人的特徵與個性等，有一定的準確度。
將被害者死因佈置成生病死亡也是風險較低的做法，由於病死者的死因是由醫生判定，不經過解剖就會直接進行火葬。這樣一來，犯罪行為曝光的機會就大幅降低。此外也有將殺人以醫療過失掩飾的情況。

## 頻率和動機
根據澳洲犯罪學研究所（Australian Institute of Criminology）的研究資料顯示，在1998-2002年間共有162起聘請殺手進行謀殺的案件（包含實際發生和意圖未遂的案件），而聘請殺手最主要的理由「為了終結一段親密關係」。這份研究也發現平均殺害一人所需支付給殺手的費用是澳幣12,700元（約新台幣32.8萬元），最多被使用的武器是手槍。在研究的調查期間內，契約謀殺的案件約佔所有謀殺案的2%。
其他地區的契約謀殺案件之比率也都十分相近。例如在1993-2002年間蘇格蘭發生的謀殺案件中，有5%是契約謀殺。

## 以神秘/超現實殺手組織為背景的作品
- 《追殺比爾》（2003年）（殺手組織：「毒蛇」）
  - 《追殺比爾2：愛的大逃殺》（2004年）
- 《殺手47》(2007年11月)（殺手組織：就叫「組織」）
  - 《刺客任務：殺手47》（2015年）（重啟）
- 《通緝令》（2008年）（殺手組織：「刺客聯盟」）
- 《刺客教條》（2016年）（殺手組織：刺客兄弟會）

#### 捍衛任務系列（殺手組織：高桌會（High Table））
- 《捍衛任務》（2014年）
- 《捍衛任務2：殺神回歸》（2017年）（第一集的四天後）
- 《捍衛任務3：全面開戰》（2019年）（緊接在第二集後）
- 《捍衛任務4》（2023年）
- 《捍衛任務：復仇芭蕾》（2025年6月6日）（外傳）

##### 待上映
- 《Caine》[4]

## 與職業殺手相關的作品

### 電影
- 《這個殺手不太冷》（1994年）
- 《豺狼末日》（1997年）
- 《落日殺神》（2004年）
- 《史密斯行动》（2005年）
- 《史密斯先生》（2007年9月）
- 《狙擊陌生人》（2011年2月）
- 《黑蘭煞》（2011年7月）
- 《迴路殺手》（2012年）
- 《會計師》（2016年）
- 《殺手保鑣》（2017年）
  - 《殺手保鑣2》（2021年）
- 《血客聯盟》（2021年7月）（Netflix）
- 《絕命凱特》（2021年9月）（Netflix）
- 《記憶殺神》（2022年4月）
- 《子彈列車》（2022年7月）
- 《殺手》（2023年9月）（Netflix）
- 《快枪俠查理（英语：Fast Charlie）》（2023年10月）

#### 喬·卡納漢系列
- 《五路追殺令》（2007年1月）
  - 《五路追殺令2（英语：Smokin' Aces 2: Assassins' Ball）》（2010年1月）（前傳）
- 《迴路追殺令》（2020年）
- 《警察局》（2021年）

### 電視
- 《殺手一班（英语：Deadly Class (TV series)）》（2019年）
- 《刺客旅館》（2023年）（捍衛任務前傳）
- 《史密斯任務（英语：Mr. & Mrs. Smith (2024 TV series)）》（2024年2月）（Amazon）（翻拍自《史密斯行动》）
- 《豺狼之日》（2024年11月）（翻拍自《豺狼末日》）
- 《黑鴿（英语：Black Doves）》（2024年12月）（Netflix英國）（間諜+殺手）

#### 待上映
- 《John Wick: Under The High Table》（高桌會）[5]

### 漫畫
- 《SPY×FAMILY間諜家家酒》（2019年）（間諜+殺手）
- 《SAKAMOTO DAYS 坂本日常》（2020年）

## 資料來源與注釋
1. ↑  原文為："in relation to the dissolution of an intimate relationship"
2. ↑  2004年2月5日 - Lovers top contract killing hit list （页面存档备份，存于）（CNN.com）（英文）
3. ↑  蘇格蘭政府調查數據 （页面存档备份，存于）（蘇格蘭政府網站）（英文）
4. ↑  作者. . 出版者. 2024年5月16日  [查閱日期]. （原始内容存档于2024年6月17日） （語言）. 引用的相關原文
5. ↑  作者. . 出版者. 2024-08-06  [查閱日期]. （原始内容存档于2024-08-08） （語言）. 引用的相關原文